# Глан, Наталия Александровна
Ната́лия Алекса́ндровна Глан (урождённая Ржепишевская, 4 [17] января 1904, Харьков, Российская империя — 12 сентября 1966, Москва, СССР) — советский хореограф, танцовщица, актриса. Как хореограф в 1920-е годы создала новый эстрадный танец, в котором соединила гротесковый рисунок движений с бытовыми жестами. Работала с крупнейшими театральными режиссёрами своего времени — Александром Таировым, Всеволодом Мейерхольдом, Борисом Покровским.

## Биография
Наталия Ржепишевская родилась 4 (17) января 1904 года в Харькове в семье известного архитектора Александра Ржепишевского.
Занималась во многих танцевальных студиях и, в их числе, в студии Льва Лукина. Дебют Наталии Глан как хореографа состоялся в 1924 году на концертной программе танцевальных номеров на музыку Фредерика Шопена на сцене московского Камерного театра. В своей первой постановке Глан использовала средства пластического танца и эксцентрики. Некоторые из этих танцев были перенесены затем на эстраду («Галантерейный» Э. Мея, «Репортёр» Александра Румнева, «Эстрадная певица» Галины Шаховской).
Восприняв стилистику Николая Фореггера, в своей хореопантомиме на музыку Юрия Милютина «Иван Маляр и четыре франта» в исполнении хореографического отделения Техникума сценических искусств Наталия Глан в нескольких сатирических, памфлетных танцевальных сценках вывела на эстраду типы современной улицы — торговок, милиционеров, беспризорников.
Наталия Глан поставила танцы в спектаклях Александра Таирова «День и ночь» (1926), «Любовь под вязами» (1926) и создала пластику в премьерном спектакле Всеволода Мейерхольда «Клоп» по пьесе Владимира Маяковского (1929).
В начале 1930-х годов работала в московском и ленинградском мюзик-холлах. Глан ставила танцы в спектаклях «Как 14-я дивизия в рай шла», «Под куполом цирка» и др.
Танцам Глан, по замечанию Натальи Шереметьевской, был присущ «острый гротесковый рисунок движений в сочетании с бытовыми жестами». Она «отрицала танцевальную технику как самоцель, стремясь подчинить её сценической образности».
В 1926 году Наталия Глан сыграла главную роль в первом фильме своего мужа Бориса Барнета и Фёдора Оцепа «Мисс Менд».
Так же, как и её сестра Галина Шаховская, Наталия Глан была дружна с Любовью Орловой.
В последние годы жизни была ассистентом оперного режиссёра Бориса Покровского в Большом театре. Её смерть стала для Покровского большой потерей:
…Мне посчастливилось работать в Большом театре с Наталией Александровной Глан, обладавшей исключительным дарованием и прекрасным душевным и профессиональным комплексом для деятельности ассистента режиссёра. Она безраздельно доверяла постановщику и стопроцентно «присваивала» себе его идеи. Это была не служба, это было служение.
Умерла 12 сентября 1966 года в Москве. Урна с прахом захоронена на Новом Донском кладбище.

### Семья и родственные связи
- Отец — Александр Иванович Ржепишевский (1879—1930), российский и советский архитектор[2].
- Сестра — Галина Александровна Шаховская (урождённая Ржепишевская, 1908—1995), советская танцовщица, балетмейстер[2].
- Муж (разведены) — Борис Васильевич Барнет (1902—1965), советский кинорежиссёр и актёр[2].